# Wartberg an der Krems
Wartberg an der Krems è un comune austriaco di 2 979 abitanti nel distretto di Kirchdorf an der Krems, in Alta Austria; ha lo status di comune mercato (Marktgemeinde).